# Фріборн (Міннесота)
Фріборн (англ. Freeborn) — місто (англ. city) в США, в окрузі Фріборн штату Міннесота. Населення — 264 особи (2020).

## Географія
Фріборн розташований за координатами 43°45′58″ пн. ш. 93°33′51″ зх. д. / 43.76611° пн. ш. 93.56417° зх. д. (43.766055, -93.564295).  За даними Бюро перепису населення США в 2010 році місто мало площу 0,47 км², уся площа — суходіл.

## Демографія
Згідно з переписом 2010 року, у місті мешкало 297 осіб у 120 домогосподарствах у складі 84 родин. Густота населення становила 625 осіб/км².  Було 130 помешкань (274/км²).
Расовий склад населення:
| - 98,3 % — білих |

До двох чи більше рас належало 1,3 %. Частка іспаномовних становила 3,7 % від усіх жителів.
За віковим діапазоном населення розподілялося таким чином: 25,3 % — особи молодші 18 років, 59,2 % — особи у віці 18—64 років, 15,5 % — особи у віці 65 років та старші. Медіана віку мешканця становила 38,9 року. На 100 осіб жіночої статі у місті припадало 103,4 чоловіків;  на 100 жінок у віці від 18 років та старших — 100,0 чоловіків також старших 18 років.
Середній дохід на одне домашнє господарство  становив 55 406 доларів США (медіана — 44 375), а середній дохід на одну сім'ю — 63 522 долари (медіана — 50 250). За межею бідності перебувало 17,1 % осіб, у тому числі 26,1 % дітей у віці до 18 років та 8,9 % осіб у віці 65 років та старших.
Цивільне працевлаштоване населення становило 165 осіб. Основні галузі зайнятості: роздрібна торгівля — 24,2 %, освіта, охорона здоров'я та соціальна допомога — 22,4 %, виробництво — 17,0 %.